# Aphnaeus ilogo
Aphnaeus ilogo är en fjärilsart som beskrevs av Holland 1890. Aphnaeus ilogo ingår i släktet Aphnaeus och familjen juvelvingar. Inga underarter finns listade i Catalogue of Life.